# خليج آمور

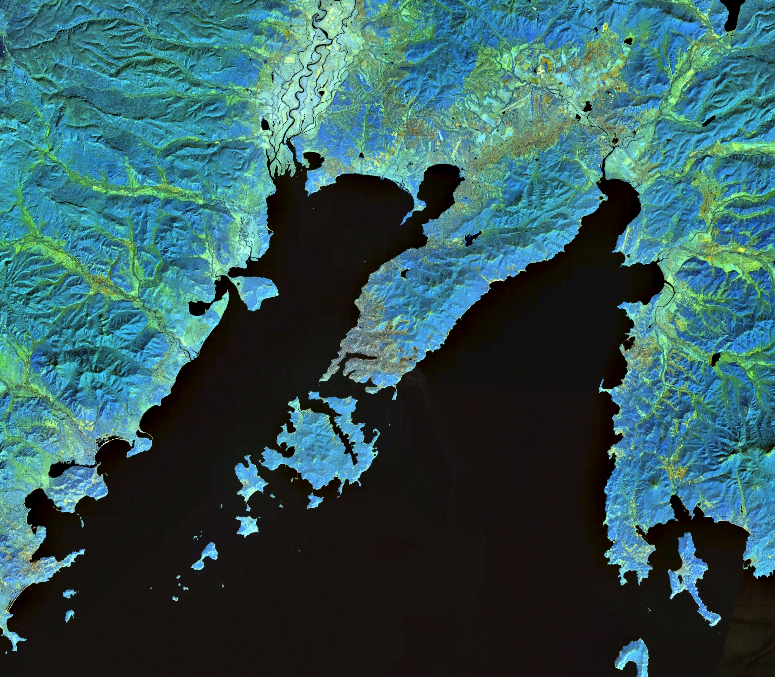
خليج بيتر العظيم : خليج آمور (غرب)، شبة جزيرة موريافوف-أمرسكي و خليج أوسوري (شرق)

خليج آمور (بالروسية: Амурский залив)‏ هو جزء شمالي غربي لخليج بيتر العظيم. يمتد بطول 65 كيلومتر وبعرض من 10-20 كيلومتر، وبعمق حوالي 20 متر.
خليج آمور يعد منطقة ترفيهية شعبية في بريمورسكي كراي. ويوجد العديد من المصحات، والمنتجعات و المخيمات الصيفية للأطفال.
تقع فلاديفوستوك في الساحل الشرقي للخليج. ومستوطنات أخرى كتردوفي وأغلوفي.